# Saeculo Exeunte Octavo
Saeculo Exeunte Octavo (Latijn voor (Sinds) het einde van de (achtste) eeuw) was een encycliek uitgevaardigd door paus Pius XII op 13 juni 1940 welke tot onderwerp de achthonderdjarige onafhankelijkheid van Portugal had. De encycliek bespreekt missionaire activiteiten van Portugal en de noodzaak om het missiewerk te moderniseren.
De paus gaat in op de Portugese geschiedenis, met onder andere de ontdekkingsreizigers zoals Vasco da Gama, die missionarissen meenamen op hun reizen. Alphonsus van Albuquerque en John de Castro waren gouverneurs van Portugese kolonies, die missionarissen beschermden. Ten tijde van de encycliek echter was er een tekort aan missionarissen, onder andere door het uitbreken van de Tweede Wereldoorlog. De paus roept op tot een verbetering van de kwaliteit van missiewerkers, vraagt om gulle steun van de Portugese bevolking en vertrouwt Portugal toe aan de bescherming van Onze-Lieve-Vrouw van Fátima.